# Podłęcze (Ościęcin)
Podłęcze – przysiółek wsi Ościęcin w Polsce, położony w województwie zachodniopomorskim, w powiecie gryfickim, w gminie Gryfice. Wchodzi w skład sołectwa Ościęcin.
W latach 1975–1998 przysiółek administracyjnie należał do województwa szczecińskiego.